# Traconítida
La Traconítida o Traconitis fou un districte de Palestina propera a l'anomenat Mar de Galilea (llac de Tiberíades) i en direcció a Damasc; a l'est tenia l'Auranítida o Auranitis (avui la Bataniyya), al sud l'Iturea, i a l'oest la Gaulanítida o Gaulanitis. Fou considerada la part nord del districte de Perea. La zona té uns 900 km² i forma triangular amb una base de 45 km (avui dia entre Izra i Shahba) i el vertex a 48 km al nord (prop de Burrak a uns 50 km al did-est de Damasc). El seu límit nord actual és el riu anomenat Wadi al-Adjam i té al sud-est el Djebel Drus i al sud l'Hawran, al sud-oest el Djawlan i al nord-oest Djaydur. El seu nom deriva de la naturalesa del país, amb molts turons de pedra que són cons volcànics de fins a 1159 metres d'altura (diversos de més de 1000 metres) i camps volcànics amb una altura mitjana de 600 a 700 metres.
Al primer mil·lenni (i fins i tot una mica abans) la Traconítida estava sota influència dels hebreus al sud i dels arameus de Damasc al nord. Va passar a l'Imperi Selèucida al segle ii aC sent la zona de frontera entre els nabateus al sud i els itureus al nord-oest. El 24 aC els romans la van incloure en la tetrarquia de Filip fill d'Herodes el Gran, i després va passar a Herodes Agripa I. Llavors la poblaven uns nòmades anomenats tracònits que no practicaven l'agricultura que vivien de la ramaderia i dels atacs als pelegrins jueus a Babilònia i als mercaders que anaven a Damasc, habitant en coves. Claudi Ptolemeu també diu que els seus habitants eren àrabs i es deien tracònits i que una ciutat del districte es deia Tracon. La vila principal fou construïda sota Herodes el Gran i portava el nom de Bathyra. Els tracònits van aconseguir exempció d'impostos i es van pacificar durant el segle i. Llavors es van fundar noves ciutats com Philippopolis (moderna Shahba) i una altra de nom clàssic desconegut (moderna Sha'ara); es va construir una ruta que unia el nord-oest i el sud-est de la regió i que va enllaçar amb la xarxa de camins romans de Síria.
S'han trobar restes romanes i inscripcions en uns vint lloc de la regió. Sota els romans d'Orient (segles IV a VII) el territori va arribar a un nivell de població excessiu per les condicions del país. es conserven restes romanes d'Orient en uns 30 llocs destacant una inscripció bilingüe en grec i àrab a Harran un poble al sud de la Traconítida.; prop d'aquesta localitat, a Busr al-Hariri (antiga Bosor) i a Izra (antiga Zorava, Zurra o Zura dels geògrafs àrabs de l'edat mitjana) subsisteixen les ruïnes principals, i a la segona queda intacta l'església de Sant Jordi datada el 515. Izra era considerada en temps de Yaqut al-Hamawí i per Ibn Battuta com a part de l'Hawran. A Busr al-Hariri es venerava la tomba d'al-Yasa.
La regió va ser coneguda després de la conquesta àrab amb el nom de Ladja; despoblada progressivament després de la conquesta, es va repoblar al segle xiii a causa de la pressió dels mongols sobre les poblacions de Síria oriental, però després, potser vers el segle xv, es va despoblar altre cop fins al segle xvii o XVIII, quan hi van emigrar alguns drusos del Líban ocupant la part oriental i sud de Ladja; al segle xix els beduïns es van establir al nord i oest. Durant el període otomà fou considerada un lloc de retirament per rebels i bandits; els otomans van establir algunes guarnicions als límits del territori però mai hi van poder exercir una autoritat completa. A partir del mandat francès el 1920, es va aconseguir el domini utilitzant avions en vols baixos.

## Llista de governants
- Ptolemeu de Calcis 85-40 aC
- Lisànies I 40-33 aC
- Zenòdor de Traconítida 33-20 aC
- Herodes el Gran 20 aC-4 aC
- Herodes Filip 4 aC - 34 aC
- A la província de Síria 34-37 o 38
- Herodes Agripa I 38-44
- Administració romana 44-52
- Herodes Agripa II 52-99
- Administració romana 100-106
- Província d'Aràbia